# 세마초등학교
세마초등학교(洗馬初等學校)는 대한민국 경기도 오산시에 있는 공립 초등학교이다.

## 연혁
- 2019년 3월 1일 : 운천초등학교 세마분교로 개교
- 2019년 9월 1일 : 세마초등학교로 개편